# Новые Коварды
Но́вые Кова́рды (баш. Яңы Ҡауарҙы) — деревня в Гафурийском районе Башкортостана, входит в состав Имендяшевского сельсовета. 

## Население
| 2002 | 2009 | 2010 |
| ---- | ---- | ---- |
| 20   | ↘19  | ↘14  |

Национальный состав
Согласно переписи 2002 года, преобладающая национальность — башкиры (90 %).

## Географическое положение
Расстояние до:
- районного центра (Красноусольский): 50 км,
- центра сельсовета (Карагаево): 6 км,
- ближайшей ж/д станции (Белое Озеро): 59 км.

## Известные уроженцы
- Зайнетдинов, Рашит Сайфутдинович (18 июня 1938 года — 20 декабря 2015) — живописец, монументалист, педагог, народный художник РБ (2008), лауреат Государственной премии РБ им. Салавата Юлаева (1995), член Союза художников России с 1980 года.